# Het Soldatenhalfuurtje
Het Soldatenhalfuurtje was een Vlaams muzikaal verzoekprogramma op de radiozender Radio 1. Het programma richtte zich vooral op Vlaamse dienstplichtige militairen en hun families, vrienden en/of partners.

## Geschiedenis
Het Soldatenhalfuurtje ontstond kort voor de Tweede Wereldoorlog. Op 13 september 1939 zond het N.I.R. voor het eerst een radioprogramma uit dat “Het Half Uur voor den Soldaat” heette en dagelijks van acht tot halfnegen 's avonds werd uitgezonden. Het was echter geen verzoekprogramma, maar een amusementsshow bedoeld om de Belgische militairen een hart onder de riem te steken via muziek, komische sketches en voordrachten. Vanwege de Duitse invasie in 1940 werd het vijf jaar lang onderbroken, maar in 1945 keerde het terug in een nieuw format, namelijk 
als het verzoekprogramma "Het Soldatenuur". "Het Soldatenuur" werd elke weekdag van 17.30u tot 18.00u uitgezonden en voorzag in de behoefte van heel wat militairen en hun families om elkaar via de radio de groeten te doen en een liedje aan te vragen. Eind jaren 40 tot eind jaren 50, toen veel Belgische militairen hun dienstplicht in naoorlogs Duitsland vervulden was het programma het populairst. Vanwege de overweldigende aanvragen werd het ingekort tot een halfuur, omgedoopt in "Het Soldatenhalfuurtje" en naar een later tijdstip verplaatst, van 18u30 tot 19.00u.
Oorspronkelijk werden de uitzendingen door professionele radiopresentatoren verzorgd, maar vanaf de jaren 50 werd er echte ex-miliciens ingeschakeld die net door de omroep in dienst waren genomen. Veel grote namen uit de Vlaamse radio en televisie begonnen hun carrière destijds als presentator van dit programma, waaronder Bert Leysen, Cas Goossens, Jan Theys, Erik Oger, Walter Capiau, Mike Verdrengh, Paul Van Dessel, Julien Put, Jan Schoukens, Ivan Sonck, René Van der Speeten, Gil Claes, Eddy Temmerman, Wim De Lathouwer en Zaki.
In 1971 werd het programma afgevoerd en opgevolgd door het soortgelijke Tot Uw Dienst.

## Meer informatie
- http://users.skynet.be/berckmans2/soldatenhalfuurtje.htm1.htm